# Фолкванг
В скандинавската митология Фолкванг (от нордически: Fólkvangr, „дом на воинството“, „поле на народа“ или „поле на войската“) е място, над което властва богинята Фрейя, където отиват половината от падналите в битка след своята смърт, докато другата половина отива при бог Один във Валхала. Фолкванг е споменат в Поетичната Еда, съставена през XIII в. от традиционни източници, и в Прозаичната Еда, написана в същия период от Снуре Стурлусон. Според Поетичната Еда във Фолкванг се намира залата на Фрейя – Сесрумнир.

## В Едите
В поемата Фримнисмал от Поетичната Еда Один (предрешен като Гримнир) разказва на младия Агнар, че Фрейя предлага убежище на половината от загиналите войни в своята зала във Фолкванг, докато Один получава другата половина във Валхала:
Фолкванг е девети, оттам Фрейя разпределя
местата във своята зала.
Тя половината паднали избира всеки ден,
но другата половина избира Один.
В глава 24 от Гюлвагининг от Прозаичната Еда Висок разказва на Ганглери (описан като предрешения крал Гюлфи), че Фрейя е „най-великолепната от асюниите“ и че тя има свое място в небесата, наречено Фолкванг. Казва се, че „когато тя язди в битка, получава половината от загиналите, а другата половина взима Один, както е казано тук...“, след което е цитиран стихът от Поетичната Еда. Висок след това продължава с описание на Сесрумнир – залата на Фрейя.

## Сага за Егил
В „Сага за Егил“, когато Егил Скалагримсон отказва да яде, неговата дъщеря Торгерд казва, че тя самата няма да приеме храна и така ще гладува до смърт, за да срещне богинята Фрейя:
| „ | Торгерд отговори с висок глас: „Не съм вечеряла и няма да се храня, докато не се присъединя към Фрейя. Нищо по-добро не знам от това, което ще направи баща ми. Не искам да живея, след като баща ми и брат ми са мъртви.“ | “ |

Брит-Мари Нестрьом казва, че „като дом на загиналите нейният (на Фрейя) дом е отворен също и за жени, които са загинали по благороден начин.“ Нестрьом цитира гореспоменатата част от „Сага за Егил“ като пример и изтъква за още една подобна връзка в сага за Хервор и Хейдрек, където кралицата се обесва в дисарсал (от нордически залата на Дис'), след като открива, че съпругът ѝ е предал и баща ѝ, и брат ѝ. Нестрьом коментира, че „тази Дис едва ли би могла да е друга освен самата Фрейя – природната водачка на всички женски божества, наречени диси, а мястото на самоубийството на кралицата изглежда е свързано с Фрейя.“

## Други теории
Като използва за източник Еуген Мог, Хенри Адамс Белоус казва, че: 
| „ | Фрейя представя смесване между две оригинално различни богини: жената на Один – Фриг и северната богиня на любовта. Този пасаж изглежда говори за нея като съпруга на Один. Снуре използва същата смесица, но няма причина Фрейя, която е сестра на Фрейр, да дели с Один половината от падналите в битка. | “ |

 Джон Линдоу обяснява, че ако думата „Fólk-“ от Фолкванг се приеме със значение „войска“, то тогава Фолкванг е алтернатива на Валхала. Линдоу добавя, че, както и Один, Фрейя има връзка с вечнопродължаващата битка Хяднингавиг, където постоянно има жертви.
Рудолф Зимек смята, че наименованието Фолкванг е „със сигурност не много по-старо от самата поема Гримнисмал“ и добавя, че описанието в Гюлфагининг се придържа до описанието от Гримнисмал, но първото обяснява, че Сесрумнир се намира вътре във Фолкванг. Според Хилда Елис Давидсон „Валхала е добре известна, защото играе изключително важна роля в изображенията на войната и смъртта“, но значението на другите обиталища на боговете в скандинавската митология като например Юдалир, където живее богът Ул, и Фолкванг на Фрейя се е загубило.

Брит-Мари Нестрьом акцентира върху казаното в Гюлфагининг, че „когато тя язди в битка, взима половината от загиналите“. Нестрьом коментира: 
| „ | Фрейя получава падналите герои от бойното поле също толкова достолепно, колкото и Один. Нейната зала е наречена Сесрумнир – „изпълнена с много места“ и вероятно има същата функция като Валхьол [Валхала] – „залата на падналите“, където воините ядат и пият бира след битка. И все пак трябва да се запитаме защо има два героични рая в идеята на скандинавската митология за задгробен живот. Вероятно е последствие от различни форми на посвещаване, тоест част от бойците изглежда са принадлежали на Один, а другата част на Фрейя. Тези примери говорят за Фрейя като богиня на войната и тя дори се появява като валкирия, буквално – „тази, която избира загиналите“. | “ |